# Lacconectus schawalleri
Lacconectus schawalleri là một loài bọ cánh cứng trong họ Bọ nước. Loài này được Brancucci & Gusich miêu tả khoa học năm 2004.